# Нин Мэнхуа
Нин Мэнхуа́ (кит. упр. 宁梦华, пиньинь Níng Mènghuá; род.8 ноября 1973) — китайская гребчиха-байдарочница, выступала за сборную Китая на всём протяжении 1990-х годов. Участница двух летних Олимпийских игр, чемпионка Азиатских игр, бронзовая призёрша чемпионата мира, победительница многих регат национального и международного значения.

## Биография
Нин Мэнхуа родилась 8 ноября 1973 года.
Первого серьёзного успеха на взрослом международном уровне добилась в 1990 году, когда попала в основной состав китайской национальной сборной и выступила на Азиатских играх в Пекине, где впоследствии одержала победу в зачёте четырёхместных байдарок на дистанции 500 метров. Год спустя побывала на чемпионате мира в Париже, откуда привезла награду бронзового достоинства, выигранную в полукилометровой гонке четвёрок — в финале её обошли только экипажи из Германии и Венгрии.
Благодаря череде удачных выступлений Нин удостоилась права защищать честь страны на летних Олимпийских играх 1992 года в Барселоне — стартовала на пятистах метрах в двойках и четвёрках, в первом случае показала в финале седьмой результат, тогда как во втором случае стала в решающем заезде пятой, немного не дотянув до призовых позиций. Через четыре года прошла квалификацию на Олимпийские игры в Атланте, участвовала в программе двухместных байдарок на дистанции 500 метров, однако сумела дойти здесь лишь до стадии полуфиналов. Вскоре по окончании этих соревнований приняла решение завершить карьеру профессиональной спортсменки, уступив место в сборной молодым китайским гребчихам.